# Symphony of Doom
Symphonies of Doom prvi je demouradak njemačkog power metal sastava Blind Guardian. Objavljen je 1985. godine, kada je sastav još koristio ime Lucifer's Heritage.

## Popis pjesama
1. Halloween (3:22)
2. Brian (2:41)
3. Dead Of The Night (3:33)
4. Symphonies Of Doom (4:08)
5. Lucifer's Heritage (4:36)

## Osoblje
Blind Guardian
- Hansi Kürsch - vokali, bas-gitara
- André Olbrich - glavna gitara i prateći vokali
- Marcus Siepen - ritam gitara i prateći vokali
- Thomas Stauch - bubnjevi

## Vanjske poveznice
- Blind Guardian, Službene stranice